# Трейер, Эдвард Хью
Эдвард Хью Трейер (псевдоним ― Билли Боб Баттонс; родился 25 сентября 1970) ― английский детский писатель.

## Биография
Родился 25 сентября 1970 года в Лондоне, Англия, Великобритания. У него есть жена Тереза Росбек и трое детей.
На сегодняшний день является автором шестнадцати книг. В 2011 году книга «Фелисити Брэди и книжный магазин волшебника» вошла в лонг-лист Международной книжной премии «Rubery», а книга «Tor Assassin Hunter» заняла второе место в Народной книжной премии Великобритании 2012 года.
В 2014 году книга «Я думаю, что убила мисс» получила Народную книжную премию Великобритании. Награда была вручена Билли Бобу Баттонсу на церемонии в Лондоне.
Его книга с картинками «Мальчик, который возился в тапочках своего дедушки» была экранизирована в 2018 году. В настоящее время готовится к производству фильм «Я думаю, что я убил мисс» с датой выхода летом 2020 года.
Каждый год Эдвард Хью Трейер посещает более 200 начальных школ Великобритании, проводя семинары по обучению грамоте. С этой миссией, за последние шесть лет, он встретился с более чем 250 000 детей. Трейер также является основателем и организатором независимой книжной премии «The Wishing Shelf».
Писатель также является автором двух книг для взрослых, написанных под псевдонимом Хикори Кроул: «Tor Assassin Hunter», «Wolf Rising» и «Bewitcher.